# Larry Norman

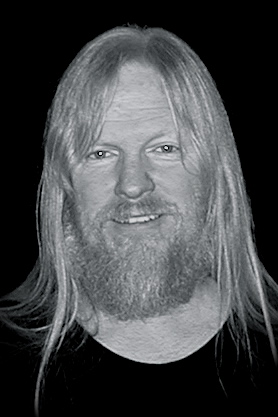
Larry Norman (2001)

Larry David Norman (* 8. April 1947 in Corpus Christi, Texas; † 24. Februar 2008 in Portland, Oregon) war ein US-amerikanischer Sänger und Komponist. Er galt als einer der wichtigsten Vorreiter moderner christlicher Musik.

## Leben
Larry Norman wuchs im Schwarzenghetto in San Francisco auf und erklärte später, dies sei der Grund, warum er mit der traditionellen weißen Kirchenmusik nichts anfangen könne.
Er war Mitglied der Rockband People!. Diese veröffentlichte ihre erste Schallplatte 1968 und landete mit dem Lied I Love You in den Top 20 der US-Charts. 1969 verließ Norman die Band und veröffentlichte sein erstes Soloalbum, Upon This Rock.
Norman war einer der ersten Künstler, der ernstzunehmende moderne Musik mit christlichen Texten veröffentlichte. In seinem 1972 veröffentlichten Lied Why Should The Devil Have All The Good Music (deutsch: „Warum sollte nur der Teufel die gute Musik haben“) legte er einen Grundstein für viele andere Künstler, indem er darlegte, dass man sehr wohl als Christ leben und dazu Rock anhören oder sogar spielen könne. Der Text des Liedes basiert auf einem Zitat von William Booth, dem Gründer der Heilsarmee.
Später wurde Norman oft als Großvater des Jesus Rock bezeichnet. Billboard nannte ihn den „wichtigsten Songschreiber seit Paul Simon“. 1972 hatte Norman sein Debüt als Schauspieler im zweiten Teil von The Blob. In den siebziger Jahren produzierte er die ersten Alben seines Freundes Randy Stonehill.
1975 gründete Norman das Plattenlabel Solid Rock Records. Dieses veröffentlichte Stonehills Welcome to Paradise und Alben von Daniel Amos, Tom Howard und Mark Heards Appalachian Melody. 1978 überlebte Norman nur knapp einen Flugzeugabsturz und erlitt dabei schwere Hirnschädigungen, die aber nach Jahren vollständig ausheilten. Während der nächsten zwölf Jahre erschien kein Studioalbum von ihm. Meinungsverschiedenheiten mit seiner Plattenfirma Word Records endeten mit der Auflösung des Labels Solid Rock Records 1980. Norman zog nach Europa und gründete das Label Phydeaux. 1990 erhielt er den Lifetime Achievement Award des Christian Artists Seminar. Im selben Jahr gab er sieben legendäre Konzerte im Moskauer Olympiastadion mit je 35.000 Zuschauern.
1992 erlitt er einen schweren Herzinfarkt. Eine Operation erschien zwecklos, da die Ärzte annahmen, dass er keine Überlebenschance mehr habe. Ein Chirurg wagte die Operation, setzte einen neuartigen Herzschrittmacher ein und Norman überlebte. Längere Reisen und Auftritte waren ihm seitdem kaum mehr möglich. Am 24. Juni 2005 gab er sein offiziell letztes US-Konzert in Salem (Oregon). Da sein Gesundheitszustand sich wieder besserte, folgten jedoch nach diesem offiziell letzten Konzert noch weitere, so auch 2007 wieder Konzerte in Europa. Dort machte er in Berlin auch einige seiner letzten Studioaufnahmen und sang zusammen mit Sarah Brendel zwei Lieder für ihr Album Early Morning Hours ein. Er lebte zuletzt in Portland, wo er im Februar 2008 im Alter von 60 Jahren starb.
2001 wurde er von der Gospel Music Association in die Gospel Music Hall of Fame aufgenommen.

## Diskografie
1. People: I Love You (1968)
2. People: Both Sides Of People! (1969)
3. Upon This Rock (1969)
4. Street Level (1970)
5. Bootleg (1971)
6. Only Visiting This Planet (1972)
7. So Long Ago The Garden (1973)
8. In Another Land (1976)
9. Streams Of White Light (Into Darkened Corners) (1977)
10. Larry Norman (1977)
11. The Israel Tapes (mit People) (1980)
12. Roll Away The Stone (And Listen To The Rock) (1980)
13. Something New Under The Son (1981)
14. Larry Norman And His Friends On Tour (mit Norman Barratt and Alwyn Wall) (1981)
15. Barking At The Ants/The British Invasion (1981)
16. Letter Of The Law (1982)
17. Labor Of Love (1982)
18. The Story Of The Tune (1983)
19. Come As A Child (1983)
20. Quiet Night (1984)
21. Barchaeology (1984)
22. Stop This Flight (1985)
23. Back To America (1985)
24. Down Under (But Not Out) (1986)
25. Rehearsal For Reality (1986)
26. White Blossoms From Black Roots (1988)
27. Home At Last (1989)
28. Live At Flevo (mit Q-Stone) (1989)
29. The Best Of The Second Trilogy (1989)
30. The Best Of Larry Norman (1990)
31. Barking At The Oops! Rough Mix #3 (1990)
32. Stranded In Babylon (1991)
33. Children Of Sorrow (1994)
34. Totally Unplugged (1994)
35. A Moment In Time (1994)
36. Footprints In The Sand (1994)
37. Omega Europa (1994)
38. Remixing This Planet (1996)
39. Gathered Moments (Somewhere In This Lifetime) (1996)
40. Shouting In The Storm (mit Beam) (1998)
41. Breathe In, Breathe Out (mit Beam) (1998)
42. Copper Wires (1998)
43. Live At The Mac (1979)
44. We Wish You A Larry Christmas (1999)
45. The Vineyard (1999)
46. Rough Street Love Letter (1999)
47. Father Touch (1999)
48. The Cottage Tapes – Book One (mit Randy Stonehill) (1999)
49. In The Beginning (2000)
50. Blarney Stone (2000)
51. Sticks And Stones (2000)
52. Tourniquet (2001)
53. The Belfast Bootlegs (2001)
54. Agitator (2002)
55. Collaborator (2002)
56. Survivor (2002)
57. Instigator (2002)
58. Rock, Scissors et Papier (2003)
59. Live At Cornerstone (2003)
60. Restless In Manhattan '72 (2003)
61. American Roots (2003)
62. The Very Best of Larry Norman Volume 1 (2003)
63. Road Rage (2003)
64. Christmastime (2003)
65. Snowblind (2004)
66. Infiltrator (2004)
67. Liberator (2004)
68. Heartland Junction (2004)
69. The Cottage Tapes – Book Two (mit Randy Stonehill) (2004)
70. The Norman Invasion (2004)
71. Emancipator (2004)
72. 70 Miles From Lebanon (2004)
73. Underground Manouevers (2005)
74. The Very Best Of Larry Norman Volume 2 (2005)
75. Hattem (2005)
76. Siege At Elisnore (2005)
77. 4 Track Motorola '66 Corolla (2005)
78. Live At the Elisnore (2005)
79. Ten Times Two (mit Randy Stonehill) (2005)
80. Snapshots from the '77 World Tour (2005)
81. The Norman Conquest (2005)
82. Slinky (2005)
83. Monsters (2006)
84. Wounded Lion (2006)
85. How Then Shall We Live (2006)
86. The Best of People Volume 1 (2006)
87. The Best of People Volume 2 (2006)
88. Dust On Rust (2006)
89. Safecracking (2006)
90. Face To Face (2007)
91. Pot O' Gold (2007)
92. People – The Reunion Concert (2007)
93. Sixty – The Trilogy Concert (2007)